# Iglesia de María Estrella del Mar (Freeport)
La Iglesia de María Estrella del Mar o la Iglesia Católica de María Estrella del Mar (en inglés: Church of Mary, Star of the Sea) es el nombre que recibe un edificio religioso que pertenece a la Iglesia católica y se encuentra ubicado en East Sunrise Highway en la ciudad de Freeport la segunda más grande de la nación caribeña de Bahamas.
Sigue el rito romano o latino y depende de la arquidiócesis de Nasáu (Archidioecesis Nassaviensis) con sede en la capital del país, Nasáu, todos los servicios religiosos se realizan en inglés. Se trata de uno de los 5 templos católicos localizados en la isla Gran Bahama en la parte septentrional de Bahamas, siendo los otros la Misión Haitíana, la Iglesia de Santa Inés, la Iglesia de San Miguel y la Iglesia de San Vicente Paúl.